# Papa Nicolae I
Papa Nicolae I (n. 820 d.Hr., Roma, Statele Papale – d. 13 noiembrie 867 d.Hr., Roma, Statele Papale) a fost un papă al Romei în perioada 858-867.